# Dichapetalum zenkeri
Dichapetalum zenkeri är en tvåhjärtbladig växtart som beskrevs av Adolf Engler. Dichapetalum zenkeri ingår i släktet Dichapetalum och familjen Dichapetalaceae. Inga underarter finns listade i Catalogue of Life.